# Stettins voetbalkampioenschap 1911/12
In 1911/12 werd het zevende Stettins voetbalkampioenschap gespeeld, dat georganiseerd werd door de Pommerse voetbalbond. Officieel speelde de competitie onder de noemer Verband Berliner Ballspielverein - Ostgruppe Stettin omdat de Pommerse voetbalbond onderdeel geworden was van de Berlijnse voetbalbond. Preußen Stettin werd kampioen. De club nam nog niet deel aan verdere regionale eindrondes. 
FA des Athletik SC Marathon 1908 Stettin nam de naam Stettiner SC 1908 aan. 

## Eindstand
De volledige eindstand is niet meer gekend, aangezien er een play-off gespeeld werd mag er aangenomen worden dat Preußen Stettin en Stettiner SC 08 met een gelijk aantal punten eindigden. 
| Plaats | Club                             | Wed. | W | G | V | Saldo | Ptn  |
| ------ | -------------------------------- | ---- | - | - | - | ----- | ---- |
| 1.     | Stettiner SC Preußen 1901        | 10   | 8 | 1 | 1 | 54:19 | 17:3 |
| 2.     | Stettiner SC 1908                | 10   | 7 | 1 | 2 | 37:17 | 15:5 |
| 3.     | Stettiner FC Titania             | 4    | 2 | 2 | 0 | 14:5  | 6:2  |
| 4.     | Stettiner SpVgg 05               | 7    | 2 | 1 | 4 | 17:23 | 5:9  |
| 5.     | SC Blücher 1904 Stettin          | 8    | 2 | 1 | 5 | 14:21 | 5:11 |
| 6.     | Sport-Britannia von 1908 Stettin | 4    | 0 | 1 | 3 | 6:17  | 1:7  |
| 7.     | Sport 08 Stettin                 | 7    | 0 | 1 | 6 | 7:47  | 1:13 |

|  | Play-off |

### Play-off
| Team 1          | Uitslag | Team 2            |
| --------------- | ------- | ----------------- |
| Preußen Stettin | 3:2     | Stettiner SC 1905 |